# Castellarano

Castellarano (Castlarân en dialecte reggiano)  est une commune italienne de la province de Reggio d'Émilie dans la région Émilie-Romagne en Italie.

## Géographie
L’altitude du territoire de la commune de Castellarano varie de 122 à 465 mètres (149 m devant la mairie), laquelle s’étend, dans la vallée, le long de la rive gauche du fleuve Secchia, aux pieds de l'Apennin reggiano, à 25 km au sud-est di Reggio nell'Emilia et à 19 km au sud-ouest de Modène sur la route SS486 qui longe le fleuve.
 Castellarano est aux confins au nord avec Casalgrande, à l’est avec les communes de la province de Modène de Sassuolo et Prignano sulla Secchia, au sud-ouest avec Baiso et au nord-ouest avec  Scandiano.
Grandes villes voisines :
- Bologne 49 km
- Milan 161 km
- Florence 93 km
- Modène 19 km

## Histoire
Les premières installations humaines remontent à 2 000 av. J.-C. et les peuples qui s’y établirent successivement furent : les Ligures, les Étrusques, les Gaulois et les Romains. Se présentèrent également de nombreuses populations barbares sur quelques implantations importantes comme celles des Lombards ; comme l'attestent les nombreuses découvertes archéologiques exposées aux musées de Modène et Reggio Emilia (restes de 5 tombes lombardes et reliques funéraires, etc.).

En 1167, Castellarano jure fidélité à la commune libre de Reggio d'Émilie.

## Personnalités liées à Castellarano
- Rolando Rivi, jeune séminariste assassiné par des partisans italiens
- Fabrizio Giovanardi, dit "Piedone", pilote de Grand-tourisme
- Andrea Montermini, ex-pilote de F1
- Mons. Paolo Rabitti, archevêque de Ferrare-Comacchio

## Administration
| Période                                  | Période  | Identité       | Étiquette     | Qualité |
| ---------------------------------------- | -------- | -------------- | ------------- | ------- |
| 16/05/2011                               | En cours | Gian Luca Rivi | centre gauche |         |
| Les données manquantes sont à compléter. |          |                |               |         |

### Hameaux
Ca' de Grimaldi, Ca' de Ravazzini, Cadiroggio, Case Ferri, Castello La Croce, Farneto di Sotto, Le Ville, Montebabbio, Pradivia, Roteglia, Scuole, Telarolo

### Communes limitrophes
Baiso (10 km), Casalgrande (8 km), Prignano sulla Secchia (MO, 9 km), Sassuolo (MO, 6 km), Scandiano (10 km), Viano (10 km)

## Population

### Évolution de la population en janvier de chaque année
| 1861  | 1901  | 1921  | 1951  | 1961  | 1971  | 1981  | 1991  | 2001   |
| ----- | ----- | ----- | ----- | ----- | ----- | ----- | ----- | ------ |
| 2 786 | 4 067 | 5 220 | 6 574 | 5 977 | 6 090 | 7 652 | 8 894 | 11 774 |

| 2012   | - | - | - | - | - | - | - | - |
| ------ | - | - | - | - | - | - | - | - |
| 15 197 | - | - | - | - | - | - | - | - |

### Ethnies et minorités étrangères
Selon les données de l’Institut national de statistique (ISTAT) au 1er janvier 2011 la population étrangère résidente et déclarée était de 1 180 personnes, soit 7,8 % de la population résidente.
Les nationalités majoritairement représentatives étaient :
| Pos. | Pays     | Population |
| ---- | -------- | ---------- |
| 1    | Maroc    | 525        |
| 2    | Ghana    | 146        |
| 3    | Roumanie | 97         |
| 4    | Albanie  | 95         |
| 5    | Pologne  | 45         |
| 6    | Tunisie  | 44         |

## Économie
La zone industrielle et artisanale qui s’étend dans la vallée, le long du Secchia, depuis Sassuolo jusqu’à l’entrée dans la cité de Casallarano, montre le dynamisme économique de la commune, dans des secteurs très diversifiés ; céramique, mécanique, carrosserie, imprimerie, stockage et redistribution, etc.